# Tipula (Lunatipula) downesi
Tipula (Lunatipula) downesi is een tweevleugelige uit de familie langpootmuggen (Tipulidae). De soort komt voor in het Nearctisch gebied.